# 犯罪潜入捜査官
『犯罪潜入捜査官』（The Proposal）は、2001年制作のサスペンス映画。

## あらすじ
故買商テリー・マーティンの正体は犯罪組織を内偵中の警察官。ある日、テリーは犯罪組織のボス、サイモン・バシーグの誕生日パーティーに夫人同伴で招待される。妻役として女性警察官スーザン・リースがあてがわれるが、彼女はスタンド・プレイを繰り返す。生命の危険を感じるテリーだが、警察側の上司は妻役の交代を認めてくれない。やがて、テリー自身、容姿の美しいスーザンに惹かれ始める。

## キャスト
- テリー：ニック・モラン
- スーザン：ジェニファー・エスポジート
- サイモン：スティーヴン・ラング
- フランク：ウィリアム・B・デイヴィス

## スタッフ
- 監督：リチャード・ゲイル
- 製作：キャロル・カーブ・ネモイ、マイク・カーブハーヴェイ・カーン
- 共同製作：ジョージ・コンダ
- 製作総指揮：マーク・リトワク、スタンフォード・ローゼンバーグ
- 脚本：モーリス・ハーレイ
- 撮影：カーティス・ピーターセン
- 音楽：ジョセフ・コニアン